# Oder
Oder (polsk og tjekkisk: Odra) er en flod på grænsen mellem Tyskland og Polen. Oders kilde er i Tjekkiet ved Ostrava. Floden er 854,3 km lang (741,9 km i Polen). Oder udmunder i Østersøen (over Roztoka Odrzańska og Stettiner Haff, polsk: Zalew Szczeciński, tysk: Stettiner Haff) i Szczecin, Police og Świnoujście-område.

## Bifloder (ufuldstændig)
Højre bred
- Klodnitz (Kłodnica)
- Warta
- Ihna (Ina)

Venstre bred
- Nysa Klodzka (Nysa Kłodzka)
- Bóbr
- Nysa Luzycka (Nysa Łużycka)
- Gunica

## Byer ved Oder
De vigtigste byer ved floden er:
- Ostrava
- Racibórz (Ratibor)
- Opole (Oppeln)
- Brzeg (Brieg)
- Wrocław (Breslau)
- Głogów (Glogau)
- Krosno Odrzańskie
- Słubice
- Kostrzyn
- Frankfurt an der Oder
- Schwedt/Oder
- Gryfino
- Szczecin (Stettin)
- Police

## Galleri
- Zwierzyniecki Broen i Wrocław
- Oder i Szczecin, Polen
- Oder-Łarpia i Mścięcino, Police
- Roztoka Odrzańska, Polen

49°36′48″N 17°31′15″Ø / 49.6133°N 17.5208°Ø